# Julien Ries
Julien Ries, né  le 19 avril 1920 à Fouches, un village près d'Arlon dans la province de Luxembourg (Belgique) et mort le 23 février 2013 à Tournai (Belgique) , est un prêtre catholique belge du diocèse de Namur, anthropologue et historien des religions de renommée internationale. Professeur à l'université de Louvain et fondateur du Centre d'histoire des religions de la même université, il est surtout connu pour avoir développé l'idée de l'Homo religiosus de l'anthropologie religieuse. Le 18 février 2012, il est créé cardinal par Benoît XVI.

## Biographie

### Jeunesse et formation
Né le 19 avril 1920, de Firmin Ries et Clémentine Hardy, Julien Ries fait ses études secondaires au petit séminaire de Bastogne de 1933 à 1939 et y poursuit ensuite le cours de philosophie pendant deux ans. Entré au grand séminaire de Namur, il suit les quatre années de théologie de 1941 à 1945, préparatoires au sacerdoce. Il est ordonné prêtre le 12 août 1945 à Namur.
En 1945, Julien Ries est envoyé suivre des études supérieures de théologie et d’orientalisme à l’université de Louvain où il obtient la licence en théologie en 1948 et celle de philologie et histoire orientales l'année suivante. En 1953, il est docteur en théologie avec une thèse (dirigée par Lucien Cerfaux) sur l’influence des écrits néotestamentaires sur les hymnes liturgiques coptes manichéens de Medinet Madi. 
De 1950 à 1959, Julien Ries enseigne également la religion catholique à l’athénée d’Athus. En 1960, il est nommé chargé de conférences à l’université catholique de Louvain où il dispense un enseignement sur le manichéisme. Cela ne l’empêche pas d’être engagé dans le ministère paroissial de sa région natale, comme vicaire à Martelange et, de 1959 à 1968, doyen à Messancy.

### Professeur à l'université de Louvain
En 1968, il devient titulaire de cours d’histoire des religions. En 1970, quand un séminaire d’histoire des religions est créé par Édouard Massaux, recteur de l’université de Louvain, Ries en devient l’âme. Le sujet est neuf dans une université catholique et Julien Ries s’y engage pleinement, laissant provisoirement de côté ses études sur le manichéisme. Bien que fort pris par son travail académique à Louvain, comme prêtre, il n’en souhaite pas moins garder des responsabilités pastorales et sera curé de Suarlée de 1968 à 2000.
Lorsque à la suite de la crise de Louvain, la section francophone de l'université est expulsée de la ville de Louvain, la bibliothèque universitaire est divisée en deux, Julien Ries contribue grandement à reconstituer une bibliothèque digne de ce nom sur le nouveau campus de Louvain-la-Neuve. 
Le séminaire devient Centre d’histoire des religions à l’université catholique de Louvain et Ries en est le directeur; le centre porte aujourd’hui son nom. Il accède à l’éméritat en 1990, mais continue à enseigner. En recevant le doctorat honoris causa de l'université catholique de Milan en 2010, un an après l'ouverture de « l'archivio Julien Ries » à cette même université, il est présenté comme le fondateur de l’anthropologie religieuse moderne.

### Anthropologie fondamentale de la religion
Les nouvelles perspectives de « l’anthropologie fondamentale de la religion », sont développées dans un Traité d’anthropologie du sacré en  plusieurs volumes pour lequel des spécialistes du monde entier ont travaillé sous l’égide du professeur Ries. En anglais et en italien, Ries a édité ce traité en collaboration avec l’anthropologue américain Lawrence E. Sullivan (directeur du Centre for the Study of World Religions à l’université Harvard de 1990 à 2003).
Julien Ries a rendu populaire l’expression Homo religiosus (« l’être humain est dès l'origine religieux »). Ses recherches ont conduit Ries à des conclusions semblables à celles du paléontologue français Yves Coppens qui a découvert l’hominidé Lucy.
Il est l'auteur de plus de 680 ouvrages (livres et articles) concernant l'histoire des religions. L’Académie française a couronné son œuvre entière avec des prix en 1986 et 1987. Ses œuvres complètes (opera omnia Julien Ries) sont actuellement en cours d’édition et sont traduits en plusieurs langues.
En 2009, l'université catholique de Milan ouvre l'archivio Julien Ries avec un comité scientifique qui soutient les recherches en anthropologie symbolique dans le sens de Julien Ries. Il a en effet fait don de sa bibliothèque à la plus grande université catholique d'Europe, y compris de tous ses manuscrits, notes et documents concernant la matière de sa science et de toute la correspondance qu'il a eue avec des savants du monde entier, entre autres avec Claude Lévi-Strauss. C'est ce dernier qui avait proposé à l'Académie française d'honorer Julien Ries pour son œuvre.

### Homme d'Église
De 1979 à 1985, il est membre du Conseil pontifical pour le dialogue inter-religieux.
Le 6 janvier 2012, le pape Benoît XVI annonce qu'il fait partie de la liste des nouveaux cardinaux qui seront créés lors du prochain consistoire, en reconnaissance pour son « engagement au service de l’Église »,. Julien Ries devient le premier anthropologue à être créé cardinal pour ses mérites scientifiques[réf. nécessaire].
Préalablement à son élévation au cardinalat, il est nommé archevêque titulaire de Bellicastrum. Il reçoit la consécration épiscopale le 11 février 2012 dans la petite église de Villers-Saint-Amand, village où il réside, des mains de Giacinto Berloco, nonce apostolique en Belgique (en).
Il est créé cardinal par Benoît XVI le 18 février 2012 avec le titre de cardinal-diacre de Sant'Antonio da Padova a Circonvallazione Appia.

## Distinctions
- L'Académie française lui octroie le prix Dumas-Millier en 1986 et le prix Auguste-Furtado en 1987.
- Il est également Honorary life member de l'International Association for the History of Religions.
- Il est récipiendaire du prix Hans Christian Andersen pour la série populaire pour les jeunes Religions of Humanity qu'il a édité avec Lawrence E. Sullivan[17].
- Le 27 octobre 2010, il reçoit le doctorat honoris causa de l'université catholique de Milan des mains du recteur Lorenzo Ornaghi, alors ministre italien de la Culture dans le gouvernement Monti[18].

## Œuvres
Julien Ries a publié comme auteur, coauteur ou éditeur, en français et en italien, plus de quarante livres et publié plus de quatre cents articles dans le domaine de l'histoire des religions et de l'anthropologie religieuse.

### Œuvres complètes en italien
La publication de ses œuvres complètes en italien est en préparation. L'ensemble comprendra environ onze volumes en dix-huit tomes dont ont déjà été publiés :
- I cristiani e le religioni. Dagli Atti degli Apostoli al Vaticano II (1er volume, 1er tome; 2007).
- L'uomo religioso e la sua esperienza del sacro (3e volume; 2007).
- L'uomo e il sacro nella storia dell'umanità (2e volume; 2007).
- Simbolo (4e volume, 1er tome; 2008).
- Mito e rito (4e volume, 2 tome; 2008).
- La scienza delle religioni (5e volume; 2008).
- La storia comparata delle religioni e l'ermeneutica (6e volume, 2009).
- Incontro e dialogo (1er volume, 2e tome; 2009).
- Gli gnostici. Storia e dottrina (9e volume, 1er tome, 2010).

### Publications en français
- L'expression du sacré dans les grandes religions (3 vol.), Louvain-la-Neuve, 1978-1986, prix Auguste Furtado.
- Dictionnaires des religions, Paris, 1984, 1993.
- Symbolisme et expérience de la lumière dans les grandes religions, Turnhout, Éditions Brepols (coll. Homo Religiosus), 2002, 276pp.
- Les civilisations méditerranéennes et le sacré, Turnhout, Éditions Brepols (Coll. Homo Religiosus), 2004, 374pp.
- Gnose, gnosticisme, manichéisme, Turnhout, Éditions Brepols (Coll. Homo Religiosus), 2011, 608pp.
- L’homme et le Sacré, Paris, Éditions du Cerf (Coll. Patrimoines : Histoire des religions’), 2009, 529pp.
- Symbole, mythe et rite, les constantes du sacré, Paris, Éditions du Cerf (Coll. Patrimoines : Histoire des religions’), 2012, 696pp.
- L'homo religiosus’ et son expérience du sacré ; introduction à une nouvelle anthropologie religieuse, Paris, Éditions du Cerf (Coll. Patrimoines : Histoire des religions’), 2009, 524pp.
- (avec Natale Spineto) : Les métamorphoses du sacré : acculturation, inculturation, syncrétisme, fondamentalisme, Turnhout, Éditions Brepols (Coll. Homo religiosus), 2010, 352 pp.
- (avec d’autres) : Montagnes sacrées, Paris, Éditions CNRS, 2010, 254pp.
- Les origines des religions, Paris, Éditions du Cerf, 2012, 239 pages.